# Јевреји у Шапцу
У другој половини XIX века, вероватно под утицајем општедруштвених кретања и јачања капиталистичких односа, досељавао се све већи број Јевреја. Већина њих је била привремено настањена у Шапцу, многи су као страни држављани продужавали пасоше, али нико од њих није имао кућу или дућан у свом власништву. О томе најбоље говори Попис у Шапцу из 1862. године међу њима су и јеврејске породице: Јосиф Алмули, трговац, Бињамин Мандил, Мошо Финци, трговац, Јаков Алкалај, трговац, Конорта Борох, трговац, Јаков Аврамовић, трговац, Мошо Аврамовић, трговац, Исак Леви, трговац, Нисим Алфандари, Давид Винтерштајн.
Таковским крстом су одликовани Нахман Аврамовић, трговац и Соломон Насим, председник јеврејске црквене општине у Шапцу. 

## Школа јеврејске општине
Већ 1880. године Министарство просвете и министар известило је Окружно начелство у Шапцу да "Министарство нема ништа против тога да јеврејска деце, поред српске школе, иду и у јеврејску школу, рад учења свог матерњег језика. Зато сам потражио од општине шабачке да она нађе потребан локал, у коме би се деца скупљала ради поменуте потребе. Но општина је одговорила, као што је Начелству познато, да она није у стању учинити за сада никакву помоћ за отварање јеврејске школе у Шапцу. Начелство ће посаветовати поменуте молиоце да шиљу своју децу и од сад редовно у српску школу… Кад шабачка општина буде у стању да подигне школу за јеврејску децу, онда ће се и од стране Министарства учинити све што се може у овој ставри учинити."
Двадесет година касније, крајем 1901 год. Јеврејска црквена општина упутила је Суду општине шабачке, односно Министарству просвете, молбу да се у Шапцу отвори школа за јеврејску децу, јер има преко тридесеторо деце, а такође да се постави и учитељ. После нешто више од месец дана, Министарство просвете је донело решење да се за учитеља постави "Господин Јосиф Леви, са правима на плату и стан што имају и други учитељи."
Вероватно је јеврејска школа непрекидно радила до почетка Првог светског рата, јер је школски надзорник за округ шабачки дао веома кратак опис поводом обиласка јеврејске школе на крају школске 1903/04.одине. 
Школа црквено јеврејске општине основана је 1894. године. 

## Димитрије Тирол
Захваљујући Јеврему Обреновићу, брату Књаза Милоша, писменом и напредном господару Нахије шабачке, Димитрије Тирол је међу првим познатим шабачким Јеврејима. Са супругом Христином у Шабац је дошао 1829. године, по препоруци др Јована Стеића. Ангажовани су за кућне учитеље Јевремове деце. У служби учитеља и васпитача деце кнежевног брата Тирол је остао дванаест година, а од 1839. до 1841. у Одеси био је васпитач и учитељ Јевремовог сина Милоша. 
Написао је неколико књига: у Штампарији Јерменског манастира у Бечу Вуковом азбуком је 1827. штампао Славенску граматику, а у Београду 1832. први српски школски уџбеник Полическо змљеописание за употребление србске младежи.
Као инспектор државне штампарије дочекао је крај прве владавине кнеза Милоша.

## Леон Коен
Леон А. Коен, млађи брат јеврејског интелектуалца и правника Давида А. Коена који је српско родољубље проповедао у својим "Беседама", био је Шапчанин по школовању. Заузима самосвојно место у шабачкој прошлости, и у српском сликарству 19. века. Рођен је 1859. године у Беогарду као најмађе дете трговца Арона Коена. Рабин Игњат Шланг записао је да је Леон за абаџију учио у очевој радионици у Шапцу, и да је из ње побегао да би следио свој сан и таленат. 
Сликарство је Леон Коне 1881. и 1882. учио код познатог уметника Стеве Тодоровића, а следеће две године код Ђоке Миловановића. 

## Јосиф Алмули
Јаша Алмули, познати српски новинар и публициста, потиче из угледне сефардске породице. Син је трговца Исака-Жака, Шапчанина по рођењу, и јеврејске активисткиње Софије - ћерке Јакова Коена из Београда и Естире Русо. Породица Алмули имала је важну улогу у привредном животу Шапца и Србије.
Родоначелник шабачких Алмулија је Јашин прадеда Јосиф С. Алмули, рошен 1825 у Орану. Његови су у Алжир стигли после прогона из Шпаније, 1492. године, али се ситуалција променла када је 1830. земља постала француска колонија. Када је Јосиф имао тринаест година отац Соломон је одлучио да га пошање у Беч, да учи трговину. Јосиф С. Алмулим међутим, није се вратио у Алжир него је срећу потражио у Шапцу. У граду се посветио трговини, постао је имућан и угледан и у београдској јеврејској заједници. 

## Букић Пијаде
Букић Пијаде, познати српски јавни и културни радник, рођен је 1879/1881 у Београду, завршни испит је положио у Шапцу 1897/98. Његов отац је шабачки лимар Челебон, а мати Мерклада-Миркедика, кћи ситничар из Шапца Хаима Нахмијаса. Учестовао је у свим ратовима од 1912. до 1918. Одликован је више пута: Орден св. Саве V реда, Орден св. Саве IV реда, Орден св. Саве III реда, Орден Белог орла V реда, Орден св. Саве II реда и Орден Белог орла IV реда.
Крајем 1929. избран је за потпреседника Београдске сефардске општине, а в.д. председни био је од 1. фебруара 1931. до краја маја 1932. године. Др Букић Пијаде постао је 1911. године један од оснивача и вођа прве јеврејске ложе у Београду. Реч је о Бнеи Брит Србија (Синови завета), делу међународне организације која је у Њујорку основана 1843. са циљем да штити и помаже Јевреје. За председника Велике ложе НОББ Југославије XVI-II дистрикта изабран је 1935. године. 

## Оскар Давичо
Породица Давичо дала је и великог књижевника Оскара, сина Нисима Давича. Оскаров деда Исак био је унук првог Давича и син Хаима бен Давида, а имао је петоро деце: Вукицу, Самуела, Јосифа, Хаима и Нисима. Када се Калми Алмули трговац из шапца оженио са сестром Букицом Нисима Давича, Давичови су долазили у Шабац, а касније се Нисим сасвим преселио у Шабац. Нисим је имао брата Самуила који је учио сколу у Шапцу. Нисим Давичо је радио као сензал-накупац код Морена Талвија, житарског трговца. Талви становао је у Карађорђевој улици (Београдској улици) у Павловића дворишту. Канцеларија Талвија могла је бити у кући Светозара Павловића. 
Нисимова жена била је Рашела Коен, кћи Јакова Коена и Естире Русо. Нисим и Рашела имали су три сина, Оксара, Јашу и Мирка. 
Оскар Давичо рођен је 1909. године у Шапцу и остао везан за завичај. Основну школу (ОШ "Вук Караџић") и ниже разреде гимназије завршио је у родном граду, а више у Београду. Давичо је од 1926. до 1928. на Сорбони студирао романистику. Француски језик и књижевност на Филозофском факултету у Београду дипломирао је 1930. године.

## Јаша Давичо
Јаша Давичо, правник, економиста, публициста, Правни факултет завршио је у Београду. Још као студент објављивао је чланке из политичке економије и аграрне политике. Радио је у Фабрици стакла у Панчеву и био политички активан у оквиру Савеза земљорадника. Са групом присталица ове странке ухапшен је почетком маја 1932. и 6. октобра, пред Судом за заштиту државе, осуђен на шест месеци затвора због писања, умножавања и растурања брошуре Задаци нове власти. Докторску дисертацију под називом Аграрни проблем: пољопривреда и смернице развоја капиталистичке привреде (Бг 1938) одбранио је у Београду 1935. По завршетку рата радио је у Привредном савету Владе ФНРЈ и био близак сарадник Бориса Кидрича. 

## Аврам Винавер
Родио се у Пољској, у јеврејској породици. У Варшави је завршио основно, средње образовање и студије медицине у Кракову. Др Аврам Винавер је захваљујући свом познанству са Вилхемом Рендгеном зачетник радиологије у Србији. Био је ожењен Ружом и њихов син је познати српски писац, ерудита и преводилац Станислав Винавер.
Према званичним подацима први рендген снимак направљен у Србији је снимак шаке краља Петра I Карађорђевића из 1908. године, али постоје докази да су први снимци прављени неколико година раније у Шапцу у ординацији др Винавера. Наиме др Винавер био је пријатељ са Вилхемом Рендгеном, проналазачем Х-зрака и творцем прве рендгенске цеви. Њихово пријатељство је изродило сарадњу која је омогућила становницима Шапца да се сликају на стаклу и пре краља и пре Београђана. Набавио је 1897. први рендген апарат у Србији, у Шапцу.
О његој борби са тифусом и бризи за пацијенте његов син Станислав написао је песму: Др Аврам Винавер, која припада поетском циклусу: Ратни другови.

## Станислав Винавер
Винавер је рођен у угледној јеврејској породици. Отац Аврам Јосиф Винавер био је лекар, а мајка Ружа пијанисткиња. Основну школу завршио је у Шапцу. Гимназијско образовање ја започео у Шабачкој гимназији из које је избачен јер није желео да се учлани у Видовданско коло. Због тога је школовање наставио у Београду, а на париској Сорбони студирао је математику и физику. Дипломирао је на Универзитету у Београду 1930. године. Већ тада постао је следбеник филозофских идеја Анрија Бергсона, а 1911. објавио збирку симболистичке поезије „Мјећа“.
Године 1916, упућен је на информативно-дипломатске послове у Француску и Велику Британију, а потом и у Петроград, као члан српске дипломатске мисије баш у време револуције.

## Давид Албахари
Давид Албахари, познати писац и преводилац, потомак славних је шабачких Јевреја. У Шапцу и данас постоји легенда о трговцу Соломону, сину Моша Албахарија, који је крајем 19. века као председник друштва"Цион" више пута у име шабачких Јевреја писао др Теодору Херцлу. Од 1899. године на углу Карађорђеве и Зантлијске улице имао је старинарнцу, а Шапчани су га звали Солон. Нарочито су га волела деца. Звала су га Чика Марко, и певала му "Солон Албахари, што продаје старе ствари".
Сачуван је и податак да је Соломон Албахари био носилац Албанске споменице, један од тристатридесет и два Шапчана који су прешли Албанију. Био је председник Јеврејске вероисповедне општине у Шапцу.
Име Данила М. Албахарија налази се на списку јеврејске мушке деце, који је 1880. приложен уз молбу Аврама Коена и Биње Мандила за отварање јеврејске школе у Шапцу.
Давид Албахари рођен је у Пећи, а из Ћушрије са породицом је прешао у Земун. Вишу педагошку школу, смер за наставника енглеског језика и књижевности, завршио је у Београду 1968. године. Од 1973. до 1994. сарађивао је са неколико београдких и новосадских часописа. Члан је српског ПЕН центра. За члана САНУ, ван радног састава изабран је 2006. 
Од 1991. до 1994. године, као председник Савеза јевресјих општина Југославије, помогао је евакуцију Јевреја из ратом захваћеног Сарајева.
За збирку приповедака добио је "Андрићеву награду", а награду "Станислав Винавер" за "Пелерину". Роман "Мамац" 1996. године награђен је НИН-овом наградом као најбољи роман. 

## Синагоге у Шапцу
У Шапцу Јевреји говоре немачки језик, Јевреји из Пољске пољски језик, Јевреји из Мађарске, мађарски итд. Познати шабачки културни радник Јосиф Шлезингер, учитељ клавира и вођа војног оркестра био је немачки Јеврејин из Чешке.
У Шапцу су постојале три синагоге, синагога у Београдској улици, поред данашње Народне банке, преко пута Католичке цркве, на месту данашњег спортског терена Медицинске школе, и у Рабаџилуку, Рабаџијског (Владе Јовановића) улици.

## Спољашље везе
- Сећање на шабачке Јевреје („Политика”, 7. мај 2019)